# Шамкирчайское водохранилище
Шамкирча́йское водохрани́лище (азерб. Şəmkirçay su anbarı) — искусственный водоём в Шамкирском районе Азербайджана. Находится на склоне Малого Кавказа на реке Шамкирчай. Объём водохранилища — 164,5 млн м³ (по другим данным — 164 млн м³). Полезный объём — 156,3 млн м³.
Водохранилище было сдано в эксплуатацию в 2014 году. Используется для орошения 70 тысяч га сельскохозяйственных земель, а также служит источником воды для Шамкира и Гянджи. Также позволяет защитить нижнее течение Куры от паводков.
Гидроэлектростанция, находящаяся на водохранилище, имеет мощность 24,4 МВт.
Климат окрестностей водохранилища — умеренно-тёплый, характерный для сухих степей. Среднегодовая температура равна 12,9 °C, средняя температура июля 23-26 °C, максимальная может достигать 37-40 °С. Зимой температуры держатся около нуля. Ежегодно выпадает 350—600 мм осадков (по другим данным — 240—390 мм). Испарение равно 700—1100 мм. Среднегодовая влажность воздуха — 67 %.
Почвы в бассейне водохранилища преимущественно (80 % площади) серо-коричневые (каштановые), имеют толщину плодородного слоя 40-50 см.